# 128th Air Refueling Wing

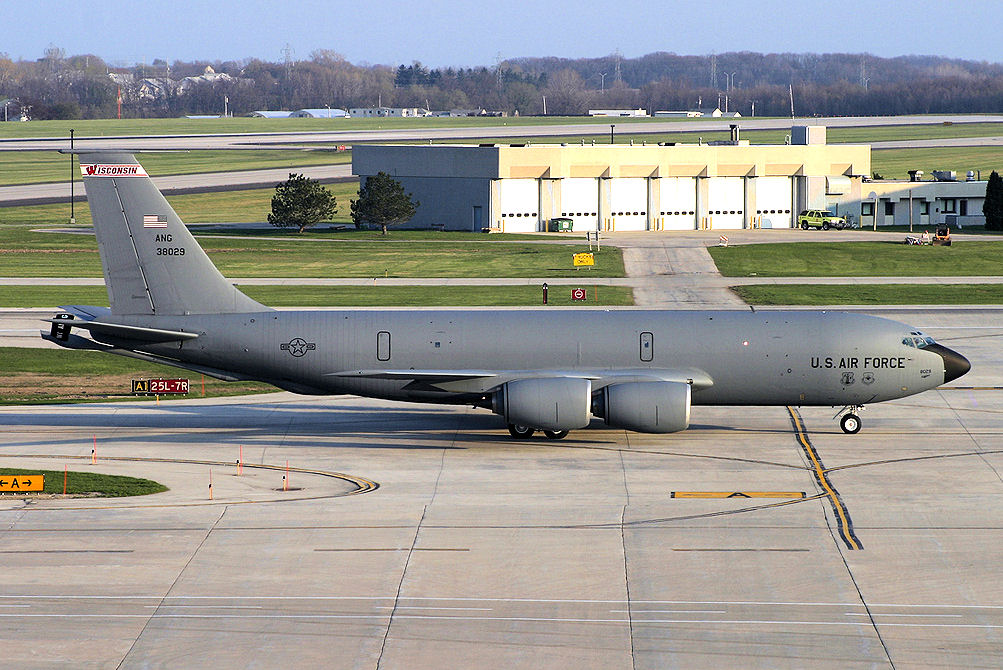
KC-135R dello Stormo

Il 128th Air Refueling Wing è uno Stormo da Rifornimento in volo della Wisconsin Air National Guard. Riporta direttamente all'Air Mobility Command quando attivato per il servizio federale. Il suo quartier generale è situato presso la General Mitchell Air National Guard Base, Wisconsin.

## Organizzazione
Attualmente, al settembre 2017, esso controlla:
- 128th Operations Group
  - 128th Operations Support Flight
  -  126th Air Refueling Squadron - Equipaggiato con KC-135R
- 128th Maintenance Group
  - 128th Aircraft Maintenance Squadron
  - 128th Maintenance Squadron
  - 128th Maintenance Operations Flight
- 128th Mission Support Group
  - 128th Civil Engineer Squadron
  - 128th Force Support Squadron
  - 128th Logistics Readiness Squadron
  - 128th Security Forces Squadron
  - 128th Communications Flight
- 128th Medical Group
- 128th Comptroller Flight